# Cleveland Cavaliers 1972-1973
La stagione 1972-73 dei Cleveland Cavaliers fu la 3ª nella NBA per la franchigia.
I Cleveland Cavaliers arrivarono quarti nella Central Division della Eastern Conferencecon un record di 32-50, non qualificandosi per i play-off.

## Roster
| N° | Naz.                   | Ruolo | Sportivo        | Anno | Alt. | Peso |
| -- | ---------------------- | ----- | --------------- | ---- | ---- | ---- |
| 5  | Stati Uniti (bandiera) | G     | Jim Cleamons    | 1949 | 191  | 84   |
| 7  | Stati Uniti (bandiera) | GA    | Bingo Smith     | 1946 | 196  | 88   |
| 11 | Stati Uniti (bandiera) | GA    | John Warren     | 1947 | 191  | 82   |
| 15 | Stati Uniti (bandiera) | A     | Dave Sorenson   | 1948 | 203  | 102  |
| 15 | Stati Uniti (bandiera) | AC    | Cornell Warner  | 1948 | 206  | 100  |
| 18 | Stati Uniti (bandiera) | G     | Charlie Davis   | 1949 | 188  | 73   |
| 19 | Stati Uniti (bandiera) | G     | Lenny Wilkens   | 1937 | 185  | 82   |
| 32 | Stati Uniti (bandiera) | A     | John Johnson    | 1947 | 201  | 91   |
| 34 | Stati Uniti (bandiera) | G     | Austin Carr     | 1948 | 193  | 91   |
| 35 | Stati Uniti (bandiera) | AC    | Rick Roberson   | 1947 | 206  | 105  |
| 40 | Stati Uniti (bandiera) | A     | Barry Clemens   | 1943 | 198  | 95   |
| 42 | Stati Uniti (bandiera) | A     | Dwight Davis    | 1949 | 203  | 100  |
| 44 | Stati Uniti (bandiera) | C     | Walt Wesley     | 1945 | 211  | 100  |
| 45 | Stati Uniti (bandiera) | AC    | Bob Rule        | 1944 | 206  | 100  |
| 50 | Stati Uniti (bandiera) | C     | Steve Patterson | 1948 | 206  | 102  |

## Staff tecnico
- Allenatore: Bill Fitch
- Vice-allenatore: Jimmy Rodgers